# Chiesa di San Michele dei Leprosetti
La chiesa di San Michele dei Leprosetti è un edificio di culto greco-cattolico ucraino situato in vicolo Broglio, nel centro storico di Bologna.

## Storia
La chiesa prese il nome dal vicino ospizio dedicato al ricovero dei lebbrosi sorto nell'XI secolo lungo la via Emilia e successivamente spostato sull'area dove oggi sorge San Lazzaro di Savena. San Michele fu distrutta da un incendio che nel 1210 devastò l'intera parte orientale del centro di Bologna. Venne ricostruita nel 1361.
Nel giugno 1761 la chiesa iniziò ad essere ingrandita su progetto dell'architetto Andrea Chiesa. In quest'occasione gli interni furono finemente stuccati da Giovanni Battista Canepa. Fu riaperta al culto il 24 giugno 1764. Nel 1837 la chiesa fu oggetto di un generale rifacimento: la facciata fu ritinteggiata mentre gli interni vennero imbiancati. Cinquant'anni più tardi venne rifatta la pavimentazione interna e fu aggiunto il pulpito.
L'8 novembre 2023, tramite un'apposita convenzione, l'arcidiocesi di Bologna ha concesso l'uso la chiesa, che già nel novembre 2009 era stata assegnata dall'allora arcivescovo di Bologna, cardinale Carlo Caffarra, alla comunità greco-cattolica ucraina, all'Esarcato apostolico d'Italia.

## Descrizione
All'interno sono conservati un affresco della Madonna con Bambino di Vitale da Bologna nonché la pala d'altare L'arcangelo Michele raccomanda Bologna alla Vergine di Francesco Gessi e la tela Madonna e santi di Gaetano Gandolfi.